# Орешац (Сухопоље)
Орешац је насељено место у саставу општине Сухопоље у Вировитичко-подравској жупанији, Република Хрватска.

## Историја
До територијалне реорганизације у Хрватској налазио се у саставу старе општине Вировитица.

## Становништво
На попису становништва 2011. године, Орешац је имао 389 становника.

## Попис1991.
На попису становништва 1991. године, насељено место Орешац је имало 441 становника, следећег националног састава:
| Попис 1991.‍ | Попис 1991.‍ | Попис 1991.‍ | Попис 1991.‍ | Попис 1991.‍ |
| ----------- | ----------- | ----------- | ----------- | ----------- |
|             |             |             |             |             |
| Хрвати      | Хрвати      |             | 381         | 86,39%      |
| Срби        | Срби        |             | 40          | 9,07%       |
| Југословени | Југословени |             | 14          | 3,17%       |
| Мађари      | Мађари      |             | 6           | 1,36%       |
| укупно: 441 |             |             |             |             |